# Rio Bardiu
O Rio Bardiu é um rio da Romênia afluente do Rio Ruscova, localizado no distrito de Maramureş.